# آواز ۲
آواز ۲ (انگلیسی: Sing 2) یک پویانمایی رایانه‌ای سه‌بعدیِ موزیکال کمدی ساختهٔ ایلومینیشن اینترتینمنت است. این فیلم دنبالهٔ فیلم آواز (۲۰۱۶) و به نویسندگی و کارگردانی گارث جنینگز، کارگردانی مشترک کریستف لوردلت، و بازیگرانی متشکل از متیو مک‌کانهی، ریس ویترسپون، ست مک‌فارلن، اسکارلت جوهانسون، نیک کرول، هالزی، تارون اجرتون و توری کلی است که در ۲۲ دسامبر ۲۰۲۱ توسط یونیورسال پیکچرز اکران شد. جنینگز، پیتر سرافینوویچ، جنیفر ساندرز‌و نیک آفرمن، نقش‌های خود را از فیلم اول تکرار کردند. این دنباله همچنین دارای شخصیت‌های جدیدی با صداپیشگی بابی کاناوله، فارل ویلیامز، چلسی پرتی، لتیشیا رایت، اریک آندره، آدام باکستون و بونو است. این فیلم هم مانند فیلم قبلی، دارای آهنگ‌هایی از بسیاری از هنرمندان است که اکثر آنها به صورت دیژتیک اجرا می‌شوند. داستان پس از وقایع فیلم قبلی اتفاق می‌افتد، جایی که باستر مون و گروهش نمایشی را در شهر سرخ‌شور اجرا می‌کنند در حالی که کار می‌کردند یک فرد سرگرمی را تحت تأثیر قرار دهند و یک ستاره راک منزوی را برای اجرا دعوت کنند.
آواز ۲ اولین نمایش جهانی خود را در انستیتوی فیلم آمریکایی در ۱۴ نوامبر ۲۰۲۱ داشت و در ۲۲ دسامبر ۲۰۲۱ در ایالات متحده به صورت RealD 3D توسط یونیورسال پیکچرز اکران شد. این فیلم نقدهای متفاوت تا مثبتی از منتقدان دریافت کرد و با بیش از ۴۰۸ میلیون دلار فروش در سراسر جهان به دهمین فیلم پرفروش سال ۲۰۲۱ تبدیل شد.

## داستان
مدتی پس از وقایع فیلم اول، باستر مون با تئاتر جدید خود در حال رونق است. ناتوانی در تحت تأثیر قرار دادن استعدادیاب سوکی، که به او می‌گوید در شهر ردشور نمی‌آید. آنها مخفیانه برای یک استماع با غول سرگرمی جیمی کریستال وارد می‌شوند. با این حال، گانتر که علاقه‌ای به اجرای اصلی باستر ندارد، نمایشی با مضمون فضایی اجرا می‌کند که در آن کلی کالووی، یک ستاره راک که ۱۵ سال است دیده نشده‌است، نمایش داده می‌شود. کریستال که کنجکاو شده بود، چراغ سبز نشان می‌دهد و سپس به آنها می‌گوید که ظرف سه هفته نمایش داده و اجرا شوند.
در طول تولید در نمایش، رزیتا در طول تمرین ترس از ارتفاع پیدا می‌کند و نمی‌تواند نقش خود را حفظ کند، که به پورشا دختر کریستال داده می‌شود در حالی که رزیتا به یک نقش فرعی واگذار می‌شود. در همین حال، جانی به کار با طراح رقص برتر کلاوس کیکنکلوبر برای نقشش در نمایش منصوب شده‌است، اما احساس می‌کند که کلاوس از او متنفر است. جانی با یک رقصنده خیابانی به نام نوشی روبرو می‌شود که می‌پذیرد به او کمک کند. مینا در یک صحنه عاشقانه با داریوش، بازیگر خود شیفته ای که مینا هیچ شیمی با او ندارد، انتخاب شده‌است. او بعداً با یک بستنی فروش به نام آلفونسو آشنا می‌شود و عاشق او می‌شود.
اش و باستر از کلی کالووی دیدن می‌کنند تا او را متقاعد کنند که در نمایش حضور داشته باشد. او ابتدا قبول نمی‌کند، اما آش نظرش تغییر می‌کند. باستر در سالن تئاتر از پورشا می‌پرسد که آیا دوست دارد نقش خود را با رزیتا عوض کند، زیرا او نمی‌تواند نقش آفرینی کند، که پورشا تعبیر می‌کند که باستر او را اخراج می‌کند. کریستال با اطلاع از این موضوع، پورشا را به خاطر خجالت کشیدن او سرزنش می‌کند و نزدیک بود باستر را قبل از اینکه او را در کمد ببندد از ساختمانش پرت کند. سوکی باستر را آزاد می‌کند و به او هشدار می‌دهد که قبل از اینکه کریستال بتواند او را بکشد، از شهر ردشور خارج شود. آش با خدمه و کالووی می‌آیند، که به باستر توصیه می‌کند مانند پس از از دست دادن همسرش فرار نکند و پنهان شود. سپس باستر تصمیم می‌گیرد که بازیگران و خدمه نمایش را در آن شب زیر نظر کریستال اجرا کنند و خانم کرالی از پورشا بخواهد که دوباره به آنها در نمایش ملحق شود.
در طول نمایش، کلاوس جای شریک اجرای جانی را می‌گیرد تا سعی کند شماره او را تضعیف کند، اما جانی با تشویق نوشی کلاوس را شکست می‌دهد و در نهایت احترام کلاوس را به خود جلب می‌کند در حالی که مینا داریوش را در نقش آلفونسو تجسم می‌کند و یک دونفره عاشقانه با او اجرا می‌کند. کریستال که از نمایش باخبر شده بود و هنگامی که پورشا در مقابل او می‌ایستد عصبانی شد، سعی می‌کند با انداختن باستر از بالای صحنه جلوی آن را بگیرد، که باعث می‌شود رزیتا برای نجات باستر بر ترس خود از ارتفاع غلبه کند. وقتی زمان روی صحنه رفتن کالووی می‌رسد، ادعا می‌کند که آماده نیست. اش در اجرای یکی از آهنگ‌های کالووی، جمعیت را رهبری می‌کند و به او جرات می‌دهد تا یک تشویق بزرگ را اجرا کند.
پس از نمایش، کریستال توسط پلیس دستگیر می‌شود. در حالی که باستر و دوستان تقریباً ترک می‌کنند، سوکی به آنها می‌گوید که یک تئاتر بزرگ می‌خواهد نمایش آنها را اجرا کند. در حالی که گروه بازیگران اولین اجرای خود را اجرا می‌کنند، باستر از بخش VIP تماشا می‌کند و افتخار می‌کند که در شهر سرخ‌شور موفق شده‌است.

## بازیگران
- متیو مک‌کانهی در نقش باستر مون، یک کوآلای خوش‌بین که صاحب تئاتر ماه جدید است.
- ریس ویترسپون در نقش رزیتا، خوکی که رؤیای موسیقی نوجوانی خود را رها کرد تا تبدیل به یک زن خانه‌دار فداکار و مادر ۲۵ خوکچه شود.
- اسکارلت جوهانسون در نقش Ash، یک نوازنده نوجوان گیتاریست پانک راک
- تارون اجرتون در نقش جانی، گوریل نوجوانی که باند جنایتکار پدرش را ترک کرد تا خواننده و پیانیست شود.
- بابی کاناوله در نقش جیمی کریستال، گرگ قطب شمال و غول رسانه‌ای که Crystal Entertainment را اداره می‌کند[۷]
- توری کلی در نقش مینا، یک فیل نوجوان با صدای آواز نفیس، که قبلاً بر ترس شدید صحنه غلبه کرده بود.
- نیک کرول در نقش گونتر، یک خوک رقصنده پرشور که با رزیتا برای نمایش شریک است.
- فارل ویلیامز در نقش آلفونسو، فیل و بستنی فروش که به عشق مینا تبدیل می‌شود[۷]
- هالزی (خواننده) در نقش پورشا کریستال، دختر جیمی کريستال لوس اما با استعداد[۷]
- چلسی پرتی در نقش سوکی، دستیار گرگ مغرور جیمی کریستال و استعدادیاب[۷]
- لتیشیا رایت در نقش نوشی، یک گربه خیابانی وشق که به جانی کمک می‌کند تا اعتماد به نفس خود را در حین یادگیری رقص خود به دست آورد[۸]
- اریک آندره در نقش داریوش، یک غژگاو خودبزرگ که در یک دوئت عاشقانه در صحنه نمایش مقابل مینا نقش آفرینی می‌کند[۸]
- آدام باکستون در نقش کلاوس کیکنکلوبر، میمون دماغ‌دراز و مربی رقص که به جانی می‌آموزد چگونه رقصد.
- گارت جنینگز در نقش خانم کرالی، یک ایگوانای مسن با چشم شیشه‌ای که به عنوان دستیار اداری باستر کار می‌کند.
- پیتر سرافیناویچ در نقش بابای بزرگ، یک گوریل اوباش و پدر جانی در work release که از زمان وقایع فیلم اول برای حمایت از جانی و دوستانش به شهر ردشور آمد.
- جنیفر ساندرز در نقش نانا نودلمن، گوسفند و خواننده مشهوری که به باستر می‌گوید رویاهایش را دنبال کند.
- نیک آفرمن در نقش نورمن، خوک و شوهر معتاد روزیتا
- بونو در نقش کلی کالووی، یک شیر پیر یال سفید که زمانی یک اسطوره ستاره راک بود تا زمانی که همسرش درگذشت.
- جولیا دیویس در نقش لیندا لو بون، اسب و مجری یک برنامه گفتگو
- اسپایک جونز (نامشخص) در نقش جری، گربه و دستیار جیمی کریستال

آشر بلینکف، جولیانا گامیز، آسا جنینگز، کاسپار جنینگز، لئو جنینگز، اسکار جنینگز، آیدن سوریا، و جک استانتون صدای خوکچه‌های رزیتا و نورمن را صدا می‌کنند، در حالی که دختر متیو مک‌کانهی، ویدا آلوس مک‌کانهی در حال صداپیشگی صداپیشگی خوک‌های رزیتا و نورمن هستند. . ادگار رایت صدای یک پلیس سگ و یک راننده خوک را ارائه می‌دهد.

## تولید

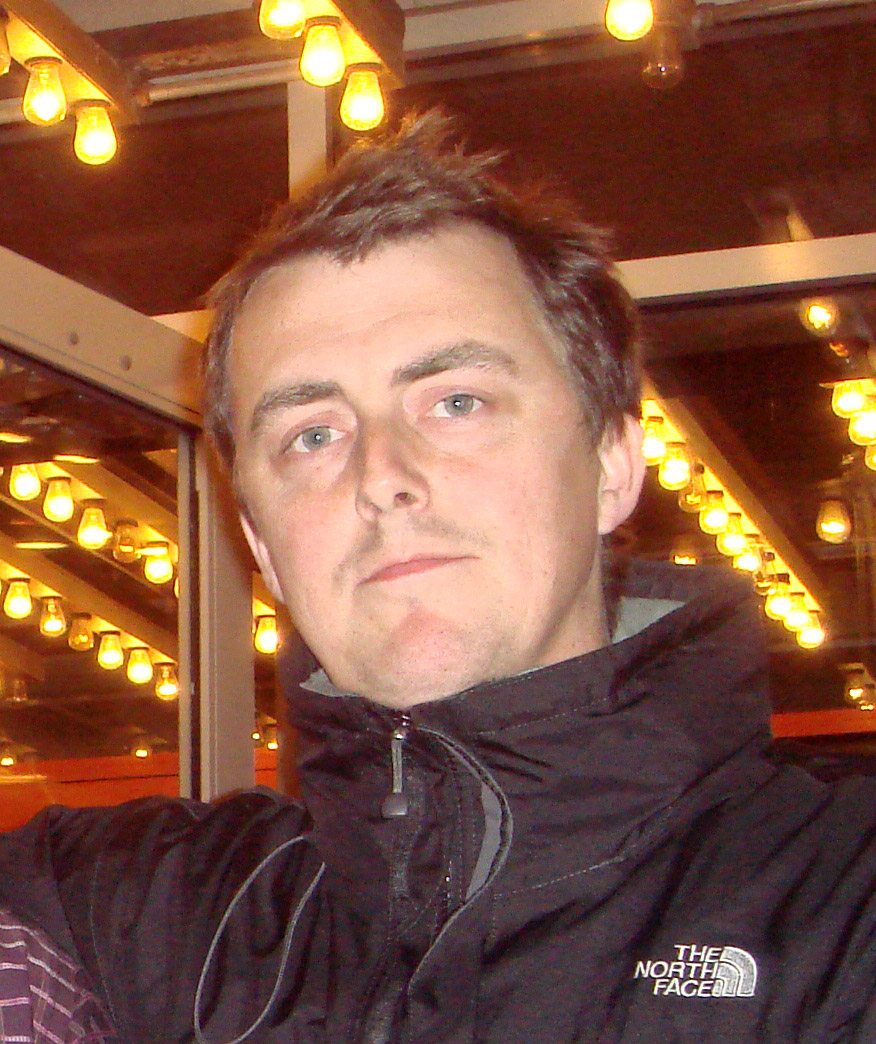
گرت جنینگز کارگردان فیلم در سال 2008

### توسعه
در تاریخ ۲۵ ژانویهٔ ۲۰۱۷، یونیورسال پیکچرز و ایلومینیشن اینترتینمنت پایان انیمیشن آواز را در سال ۲۰۱۶ اعلام کردند. در انیمیشن آواز ۲، گارث جنینگز کارگردان و نویسنده است و متیو مک‌کانهی، ریس ویترسپون، ست مک‌فارلن، اسکارلت جوهانسون، نیک کرول، تارون اجرتون و توری کلی صداپیشه‌های انیمیشن هستند.

### انیمیشن
پس از اینکه ایلومینیشن مک‌گاف به‌طور موقت بسته شد، ادامهٔ تولید این انیمیشن به صورت دورکاری انجام شد.

## انتشار
در ابتدا انیمیشن آواز ۲ قرار بود در تاریخ ۲۵ دسامبر ۲۰۲۰ توسط یونیورسال پیکچرز منتشر شود. در تاریخ ۱۲ آوریل ۲۰۱۹، اکران این فیلم تا ۲ ژوئیه ۲۰۲۱ به تعویق افتاد. در تاریخ ۱ آوریل ۲۰۲۰، این انیمیشن به همراه فیلم مینیون‌ها: ظهور گرو به دلیل دنیاگیری کروناویروس و تأثیر دنیاگیری کروناویروس بر سینما تا تاریخ ۲۲ ژوئیه ۲۰۲۱ به تعویق افتاد.